# Ängsjö, Halland
Ängsjö är en sjö i Falkenbergs kommun i Halland och ingår i Ätrans huvudavrinningsområde.